# Amath Ndiaye
Amath Ndiaye Diedhiou (Dakar, Senegal, 16 de julio de 1996) es un futbolista senegalés. Juega de delantero y su equipo es el Real Valladolid Club de Fútbol de la Segunda División de España.

## Trayectoria
Llegó en 2014 al Juvenil del Atlético de Madrid procedente de las categorías inferiores del Real Valladolid y fue pieza clave en el equipo que dirigió la campaña 2015-16 Víctor Afonso y renovó con el Atlético de Madrid prolongando así su relación con el club, que finalizaba al término de la temporada anterior.
En agosto de 2016 se convirtió en la séptima incorporación que realizaba el C. D. Tenerife, cedido por el Atlético de Madrid, tras causar sensación en la pretemporada con el primer equipo. Se dio a conocer en el fútbol español en el C. D. Tenerife anotando 13 goles entre Liga y Copa en temporada 2016-17, cifras que a punto estuvieron de llevar al equipo canario a Primera división. 
En agosto de 2017 fue traspasado al Getafe Club de Fútbol de la Primera División tras su campaña realizada en la isla. 
En la temporada 2017-18 hizo su debut en Primera División disputando 39 partidos y marcando 3 goles.
Las dos siguientes temporadas estuvieron marcadas por una grave lesión que sufrió y le dejó más de un año alejado de los terrenos de juego, volviendo a jugar en enero de 2020 tras 13 meses sin hacerlo.
El 5 de octubre de 2020 el conjunto madrileño lo cedió al R. C. D. Mallorca que entonces competía en la Segunda División. El 30 de junio de 2021 el club balear ejerció la opción de compra que contemplaba el acuerdo que alcanzaron en su día ambos clubes. Permaneció en este equipo hasta el 1 de febrero de 2024, momento en el que regresó al Real Valladolid C. F., club en el que se formó, para jugar como cedido lo que restaba de temporada con opción de compra.

## Selección nacional
El 9 de septiembre de 2018 debutó con Senegal en partido de clasificación para la Copa Africana de Naciones 2019 contra Madagascar. El partido se disputó en el Estadio Municipal de Mahamasina de Antananarivo y acabó empate a 2. Salió en el minuto 85 con el número 15 en sustitución de Keita Baldé. Posteriormente jugó otros 3 partidos de la fase de clasificación en los que su selección consiguió la victoria que sirvieron para que se clasificase como primero de grupo. A febrero de 2024 no ha vuelto a jugar con su selección.

## Clubes
Actualizado a 24 de mayo de 2025.
| Club                           | País          | Año           | Partidos | Goles |
| ------------------------------ | ------------- | ------------- | -------- | ----- |
| Atlético de Madrid "B"         | España        | 2015-2017     | 33       | 10    |
| C. D. Tenerife (cedido)        | España        | 2016-2017     | 41       | 13    |
| Getafe C. F.                   | España        | 2017-2021     | 61       | 4     |
| R. C. D. Mallorca (cedido)     | España        | 2020-2021     | 31       | 9     |
| R. C. D. Mallorca              | España        | 2021-2024     | 71       | 2     |
| Real Valladolid C. F. (cedido) | España        | 2024          | 9        | 5     |
| Real Valladolid C. F.          | España        | 2024-act.     | 16       | 0     |
| Total carrera                  | Total carrera | Total carrera | 262      | 43    |